# Robert Mercer
Robert „Bob“ Leroy Mercer (* 11. Juli 1946 in San José, Kalifornien) ist ein amerikanischer Informatiker. Er stieg als Hedgefonds-Manager zum Multimilliardär auf. Bei der Präsidentschaftswahl 2016 war er einer der wichtigsten Unterstützer Donald Trumps.

## Ausbildung
Mercer wuchs in New Mexico auf. Sein Vater war Biologe. Nach dem Abschluss der Highschool nahm er als Vertreter New Mexicos am National Youth Science Camp teil und erlernte dort die Programmiersprache Fortran. 1968 erwarb er einen Bachelor in Physik und Mathematik an der University of New Mexico in Albuquerque. Neben dem Studium arbeitete er als Programmierer bei der United States Air Force. Danach wechselte er an die University of Illinois in Urbana, um Informatik zu studieren, und schloss 1972 sein Studium mit dem Ph.D. ab.

## Berufliche Laufbahn
Nach dem Studium arbeitete Mercer 20 Jahre lang bei IBM, wo er Programme für Spracherkennung und statistische Maschinenübersetzung entwickelte. In diesem Bereich gehörte er zu den Pionieren bei der Anwendung statistischer und probabilistischer Methoden in der Computerlinguistik, auf denen die heutigen Spracherkennungs- und Übersetzungs-Programme wie Google Übersetzer und Siri basieren. Der neue und heute als „revolutionär“ betrachtete Ansatz bestand darin, die Programme nicht mehr linguistische Regeln abarbeiten zu lassen, sondern sie in großem Umfang zweisprachige Dateien analysieren zu lassen, um darin Muster zu entdecken und aus diesen Einschätzungen wahrscheinlich richtige Übersetzungen abzuleiten. Da die Firmenleitung die erforderlichen Mittel nicht bereitstellte, weil sie darin kein Potential für die Zukunft sah, nahmen er und sein Projekt-Partner Peter Brown zusätzlich Mittel von der Pentagon-Behörde DARPA in Anspruch, um ihre Forschung fortsetzen zu können.
1993 wurden Mercer und Brown von der auf den Hochfrequenzhandel spezialisierten Investmentgesellschaft Renaissance Technologies angeworben, um Analyse- und Vorhersage-Programme für den globalen Handel zu entwickeln. Mercer ignorierte dieses Angebot zunächst, da er noch nie von dieser Firma gehört hatte. Nachdem kurz hintereinander seine beiden Eltern starben und Renaissance weiter um ihn warb, entschied er sich schließlich für diesen besser bezahlten Job. Innerhalb einiger Jahre entwickelte er mit Brown immer ausgefeiltere Programme, die den zur Firma gehörenden Medallion Fund zu einem der profitabelsten Hedgefonds der Welt machten. Da dieser Fonds nur für die etwa 300 Mitarbeiter der Firma zugänglich ist, verfügen diese über die „vielleicht größte Gelddruckmaschine der Welt“, wie Bloomberg News einmal schrieb. 2010 wurden Mercer und Brown die beiden CEOs von Renaissance. Mercers Einkommen bei Renaissance wurde für das Jahr 2015 auf 135 Millionen Dollar geschätzt. Im November 2017 kündigte er an, zum Jahresende aus der Firmenleitung zurückzutreten.
2014 wurde Mercer von der Association for Computational Linguistics für seine Lebensleistung ausgezeichnet.

## Politische Aktivitäten
Mercer gilt laut Washington Post als einer der zehn US-Milliardäre mit dem größten politischen Einfluss. Allein 2016 wendete er dafür 25 Millionen US-Dollar auf. Große Teile davon gingen an Super-PACs, die die Republikaner unterstützen, und er ist der Hauptspender des Super-PACs Make America Number 1, in dessen Vorstand seine Tochter Rebekah saß und der Stephen Bannon als Leiter der Präsidentschaftskampagne Trumps engagierte. Bannon galt als wichtigster politischer Berater der Mercers. Außerdem gab Mercer Millionen US-Dollar an die Heritage Foundation, an das von Bannon geleitete Breitbart News Network (10 Mio. $) und die dafür arbeitende Cambridge Analytica (etwa 5 Mio. $), an das libertäre Cato Institute, das erzkonservative Media Research Center (11 Mio. $) u. a. Mercer hat auch seine im IT-Bereich tätigen Firmen und deren Big-Data-Kenntnisse zur politischen Einflussnahme genutzt.
Super-PACs sind Einrichtungen, die große Geldsummen zur Beeinflussung der Politik verwenden. Das ist in den USA in unbegrenztem Maße möglich, seit 2010 die bis dahin geltenden Beschränkungen aufgehoben wurden (Citizens United v. Federal Election Commission). Robert und Rebekah Mercer gehörten zu den Ersten, die diese neuen Möglichkeiten nutzten. In New York gab Mercer eine Million Dollar für eine Werbekampagne gegen einen frei erfundenen Plan aus, am Ground Zero eine Moschee zu errichten. Mit dieser als islamfeindlich verurteilten Kampagne wollte er den Kandidaten der Conservative Party of New York State im Kampf um das Gouverneursamt unterstützen. Ebenfalls 2010 unterstützten die Mercers mit 600.000 $ eine Werbekampagne gegen die Wiederwahl von Peter DeFazio, einem demokratischen Abgeordneten von Oregon im US-Repräsentantenhaus. Der republikanische Kandidat im selben Wahlbezirk war Arthur B. Robinson, ein Klimawandelleugner, zu dessen Anhängern und Förderern sie gehören.
Nachdem diese ersten Kampagnen nicht den gewünschten Erfolg gebracht hatten, wandten sich die Mercers an die Unternehmer Charles und David Koch (Koch Industries), die schon seit Jahrzehnten erfolgreich Lobbyismus betrieben und für Gleichgesinnte, die ihren Reichtum einsetzen wollten, um eine rechtsgerichtete Politik zu fördern, auch Seminare anboten. An den Fonds der Kochs, der bundesweit bei Wahlen aktiv wurde, überwiesen die Mercers in den folgenden Jahren über 25 Millionen Dollar.
2011 lernten sie Andrew Breitbart, den Begründer von Breitbart News, kennen, der ihnen seine Vision vermittelte, ein Medienunternehmen aufzubauen, das einen Informationskrieg gegen die Mainstream-Presse führen und der „zum Schweigen gebrachten Mehrheit“ („silenced majority“) eine Stimme geben würde. Er machte sie mit Bannon bekannt, und auf dessen Vorschlag hin investierten sie 10 Millionen Dollar in die zu diesem Zeitpunkt noch wenig bedeutenden Breitbart News. In diesem Zusammenhang wurde Bannon in das Board of Directors des Unternehmens aufgenommen, und nach Breitbarts unerwartetem Tod 2012 übernahm er die Leitung.
Zur Gründung der Firma Cambridge Analytica steuerte Mercer 15 Millionen Dollar bei, um ein Instrument zu einer effektiven Beeinflussung der Politik in den USA zu schaffen. Seine Tochter Rebekah und Bannon wurden in die Chefetage der Firma aufgenommen.
Im Vorfeld der Präsidentschaftswahl 2016 unterstützte Mercer zunächst den Republikaner Ted Cruz. Nachdem dieser bei den Vorwahlen ausgeschieden war, setzte er stattdessen auf den zu diesem Zeitpunkt noch als aussichtslos geltenden Kandidaten Donald Trump. Mit ihm konnte er nicht nur Hillary Clinton als Präsidentin verhindern, sondern zugleich das gesamte politische Establishment zu entmachten versuchen. Im Unterschied zu anderen reichen Unterstützern, die teils noch größere Summen in andere Kandidaten investierten, beschränkte er sich nicht auf kurzfristige Werbekampagnen, sondern nutzte Breitbart News und andere Organisationen, um die politische Stimmung insgesamt zu beeinflussen. Viele Beobachter und Kommentatoren sahen darin den Hauptgrund für den überraschenden Wahlsieg Trumps.
Über seine eigenen politischen Ansichten hat Mercer sich nie öffentlich geäußert. Nach Aussagen von Personen aus seinem früheren Umfeld glaubt er seit den 1990er Jahren einer verschwörungstheoretischen Erzählung, wonach Bill und Hillary Clinton zusammen mit der CIA im Drogenschmuggel aktiv gewesen und dabei für mehrere Morde verantwortlich gewesen seien. Mercer bezeichnete den Civil Rights Act of 1964, der die Rassentrennung in den USA formal und einklagbar beendete, als einen „großen Fehler“, und er setzte sich sehr für die Berufung des für rassistische Äußerungen bekannten Jeff Sessions als US-Justizminister durch Trump ein. In Bezug auf den Staat vertritt er libertäre Ansichten mit dem Ziel, ihn auf ein Minimum zu reduzieren (Minarchismus).
Ein langjähriger leitender Renaissance-Mitarbeiter, David Magerman, äußerte sich mehrfach öffentlich über Mercers politische Ansichten und Aktionen, nachdem dieser ihn im Februar 2017, wegen entsprechender kritischer Äußerungen innerhalb der Firma, verwarnt hatte. In einem Kommentar im Philadelphia Inquirer schrieb Magerman, Mercer besäße aufgrund seines Einflusses gewissermaßen einen Anteil an Trumps Präsidentschaft. Der Journalistin Jane Mayer (The New Yorker) schilderte er Mercers Ansicht, dass der Wert eines Menschen sich ausschließlich an seinem Einkommen bemesse und dass Empfänger von Sozialleistungen einen negativen Wert hätten. Die Gesellschaft stehe daher aus Mercers Sicht auf dem Kopf, wenn sie Schwachen helfe und die Starken durch die Erhebung von Steuern schwäche. Ende April 2017 wurde Magerman nach 20 Jahren Firmenzugehörigkeit entlassen.
Im November 2017 schrieb Mercer in einer Erklärung an die Mitarbeiter von Renaissance, dass viele Falschinformationen über seine Ansichten im Umlauf seien, und distanzierte sich namentlich von Rassismus (White Supremacy) und anderen Formen der Diskriminierung. Kurz darauf wurde durch die Paradise Papers bekannt, dass Mercer auf den Bermudas acht Briefkastenfirmen hatte, durch die er in großem Umfang Steuern vermied.

## Mercer Family Foundation
Wie viele andere reiche Familien betreiben auch die Mercers eine eigene Stiftung. Bei ihrer Gründung 2004 war die Mercer Family Foundation mit einem Kapital von einer halben Mio. Dollar ausgestattet und förderte vor allem medizinische Forschung und Wohlfahrtsorganisationen. Als Rebekah Mercer 2008 die Leitung übernahm, begann die Stiftung, Millionenbeträge an ein Netzwerk ultrakonservativer Non-Profit-Organisationen zu vergeben, von denen einige, wie etwa Citizens United, maßgeblich an der Verbreitung von Angriffen auf Hillary Clinton beteiligt waren.
Die Foundation ist auch einer der größten Geldgeber der organisierten Klimaleugnerbewegung, speziell des Heartland Institutes, das zwischen 2008 und 2016 rund 5,9 Millionen Dollar durch die Mercer Foundation erhielt. Alleine im Jahr 2016 ließ sie verschiedenen Klimaleugnerorganisationen mehr als 2 Mio. Dollar zukommen.
Die Foundation hat keine eigenen Büroräume, keine Mitarbeiter und keine Website. Zeitweilig war sie in Rebekah Mercers Privatwohnung in Manhattan registriert. Heute (2017) ist ihre Adresse ein Briefkasten in einer nahegelegenen Niederlassung des United Parcel Service.
Im Jahre 2013 vergab die Stiftung insgesamt 13,5 Millionen Dollar. Zugleich hatte sie Einnahmen in Höhe von 11 Millionen Dollar, die zu 89 % in Einlagen der Stifter Robert und Diana Mercer bestanden. Bei vergleichbaren Stiftungen in den USA stammen dagegen durchschnittlich 80 % der Einnahmen von externen Spendern.

## Privates
Während seiner Zeit bei IBM lebte Mercer mit seiner Frau Diana und drei Töchtern im Westchester County nahe bei dem dortigen IBM-Forschungszentrum. Die älteste Tochter, Jennifer oder Jenji, studierte Jura an der Georgetown University, wandte sich dann aber mit ihrer Mutter den Pferden und dem Reiten zu. 2008 erwarben sie für 5,9 Millionen Dollar eine Pferdefarm in Florida. Diana Mercer besitzt dort außerdem eine Pferdesportanlage, in der auf der Grundlage von durch Pferde inspirierter Weisheit nonverbale Führung und Kommunikation geschult werden soll. Die zweite Tochter, Rebekah, studierte zunächst Biologie und Mathematik, erwarb später aber ihren Master-Grad in Operations Research. Die jüngste Tochter, Heather Sue, spielte an der Highschool und an der Duke University im Football-Team. Als sie sich an der Universität durch den Trainer gegenüber männlichen Mitspielern benachteiligt fühlte, verklagte sie die Universität und erhielt eine Entschädigung in Höhe von 2 Millionen Dollar.
Heute wohnen Robert und Diana Mercer zurückgezogen in ihrem weitläufigen Anwesen Owl’s Nest (Eulennest) in Head of the Harbor auf Long Island, in der Nähe des Sitzes von Renaissance. Er tritt nur selten in der Öffentlichkeit auf und gilt als äußerst wortkarg: “I’m happy going through my life without saying anything to anybody.” („Ich bin glücklich, durch mein Leben zu gehen, ohne irgendetwas zu irgendjemandem zu sagen.“) Mercer ist Mitglied des Waffen-Lobbyistenvereins National Rifle Association (NRA) und ließ sich eine Schießanlage in den Keller bauen. Er sammelt Maschinengewehre und besitzt auch eine Waffe, die Arnold Schwarzenegger in dem Film Terminator trug. Im Keller seines Anwesens ließ er außerdem für 2,7 Millionen Dollar eine H0-Modelleisenbahn installieren, die den Bundesstaat New York detailgetreu nachbildet. Sechs Jahre später verklagte er die ausführende Firma, weil er den Wert der Anlage auf nur etwa 700.000 Dollar schätzte.
Rebekah Mercer betreibt die Mercer Family Foundation und vertrat in Donald Trumps Presidential Transition Team Executive Committee (etwa „Ausführender Ausschuss des Präsidentschafts-Übergangsteams“) die Interessen der Familie.

## Schriften
- Mit Frederick Jelinek und Lalit R. Bahl: Design of a linguistic statistical decoder for the recognition of continuous speech. In: IEEE Transactions on Information Theory 21, S. 250–256 (1975). (Abstract)
- Mit Frederick Jelinek und Lalit R. Bahl: A Maximum Likelihood Approach to Continuous Speech Recognition. In: IEEE Transactions on Pattern Analysis & Machine Intelligence 5, S. 179–190 (1983). (Abstract)
- Mit Paul S. Cohen: A Method for Efficient Storage and Rapid Application of Context-Sensitive Phonological Rules for Automatic Speech Recognition. In: IBM Journal of Research and Development 31, S. 81–90 (1987). (Abstract)
- Mit Eric Mays und Fred J. Damerau: Context based spelling correction. In: Information Processing & Management 27, S. 517–522 (1991). (Abstract)
- Mit Kenneth Ward Church: Introduction to the Special Issue on Computational Linguistics Using Large Corpora. In: Computational Linguistics 19, S. 1–24 (1993).